# Girolamo D'Auria

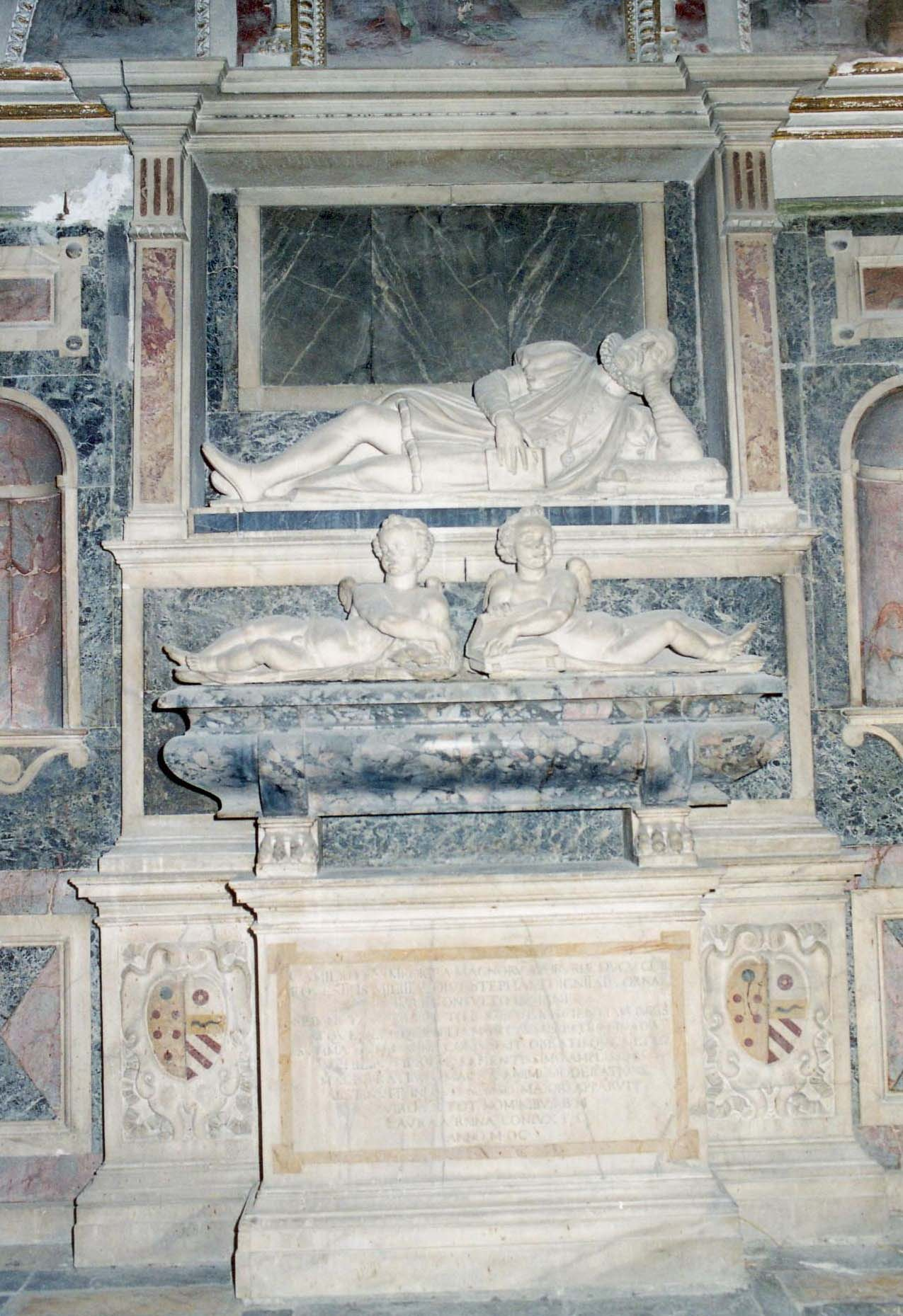
Geronimo d'Auria, Sepolcro di Camillo de' Medici di Gragnano, 1596-1600, cm 350×280. Napoli, Chiesa dei Santi Severino e Sossio, cappella Medici

Geronimo d'Auria, Resurrezione di Lazzaro, ca. 1596, cm 81x149. Chiesa dei Santi Severino e Sossio, cappella Medici

Girolamo D'Auria (forme varianti: Hieronymus, Ieronimo, Hieronimo, Jeronimo, Geronimo, Gerolamo; 1577 – 29 maggio 1623) è stato uno scultore italiano.

## Biografia
Allievo del padre Giovan Domenico d'Auria, fu molto attivo nella realizzazione di monumenti funebri sin dalla fine degli anni Sessanta del Cinquecento. Una delle sue primissime prove attestate dai documenti è costituita dall'effigie sepolcrale di Marcello Caracciolo conte di Biccari in San Giovanni a Carbonara (1573), all'interno della famosa Cappella Caracciolo di Vico, arredata, circa trent'anni prima, dei sepolcri di Galeazzo e Colantonio Caracciolo marchesi di Vico ad opera di Giovanni da Nola, Annibale Caccavello e Giovan Domenico d'Auria.
Nella Chiesa di Santa Maria la Nova, nel Cappellone di San Giacomo della Marca, Girolamo d'Auria eseguì l'altare raffigurante l'Immacolata Concezione tra i Santi Francesco e Bernardino da Siena (1574 circa), in collaborazione col marmoraro e parente Giovan Tommaso d'Auria, e il sepolcro dei coniugi Bernardino Turbolo e Giovanna Rosa (1575).
Al 1577, invece, risale la tomba del nobile Fabrizio Brancaccio in Santa Maria delle Grazie a Caponapoli (1577), originariamente ubicata presso la cappella dell'altare maggiore della chiesa.
Insieme a Salvatore Caccavello intagliò gli armadi lignei della sagrestia della Basilica della Santissima Annunziata Maggiore (1577-79), con bassorilievi del Vecchio e Nuovo Testamento e profeti e santi; gli stessi armadi presentano anche ulteriori decorazioni eseguite da altri artisti napoletani.
Tra il 1586 e il 1590 Girolamo D'Auria eseguì il sepolcro di Giovan Battista Capece Minutolo, sito nel transetto destro del Duomo di Napoli. Agli anni 1589-93 risale invece un ciclo di quattro effigi della famiglia Loffredo di Monteforte, già ubicato presso una cappella dell'antica chiesa di Santa Maria Donnaregina Vecchia e successivamente trasferito nel cosiddetto "comunichino delle monache" di Donnaregina Nuova (attuale Museo Diocesano di Napoli). I marmi, eseguiti in collaborazione con lo scultore napoletano Francesco Cassano, sono attualmente privi di epigrafi e stemmi araldici.
Del 1592 è la Madonna con Bambino nella Cappella Montalto della Chiesa di Santa Maria del Popolo. Al 1594 circa, invece, risale il capolavoro dell'autore, il San Giovanni Battista eseguito per l'altare della Cappella Rota in San Domenico Maggiore, già erroneamente assegnato dalle guide antiche a Giovanni da Nola.
Si trova nella cappella Medici di Gragnano (e non Ottaviano, come in passato ritenuto), nella chiesa napoletana dei Santi Severino e Sossio, il sepolcro di Camillo de' Medici, realizzato nell'ultimo lustro del '500, e posto sulla parete destra, entrando nella cappella; sul lato opposto vi è un bassorilievo firmato raffigurante la Resurrezione di Lazzaro, databile tra il 1596 e il 1600. Agli stessi anni risalgono i sepolcri di Antonio e Giovan Francesco Orefice nell'omonima cappella di Santa Maria Monteoliveto.
Nell'anno 1600 l'artista campano scolpì per la Chiesa del Gesù Nuovo una statua raffigurante San Giovanni Evangelista, oggi situata in alto sopra la seconda cappella della navata sinistra.
Presso il Chiostro Grande del convento di Santa Maria la Nova, oggi parzialmente occupato dalla pubblica amministrazione, si conserva la tarda raffigurazione allegorica della Filosofia (firmata).
Agli anni 1603-11 circa risale infine il sepolcro di Vincenzo Carafa della Stadera (1543-1611), dei conti di Ruvo, celebre condottiero, priore di Capua dell'Ordine di Malta, Gran Priore d'Ungheria dal 1565; il sepolcro è posto nella cappella Gesualdo, nella chiesa dei SS. Severino e Sossio.
Tra le ultime opere dell'autore figura il sarcofago di Giovan Alfonso Bisballo e l'altare gentilizio recante le figure di S. Giovanni Battista e San Giacomo Maggiore nella Chiesa di San Severo al Pendino (1619).